# شاهدخت واندا
شاهدخت واندا دختر بنیانگذار اسطوره‌ای شهر کراکوف کراکوس اول است که بعد از مرگ پدرش ملکه لهستان شد اما برای اجتناب از ازدواج ناخواسته با یک آلمانی دست به خودکشی زد. او که احتمالاً در قرن ۸ میلادی میزیسته است پس از مرگ پدرش با حمله آلامان‌ها روبرو شد که از ضعف پیش آمده استفاده کرده و وارد لهستان شده بودند.

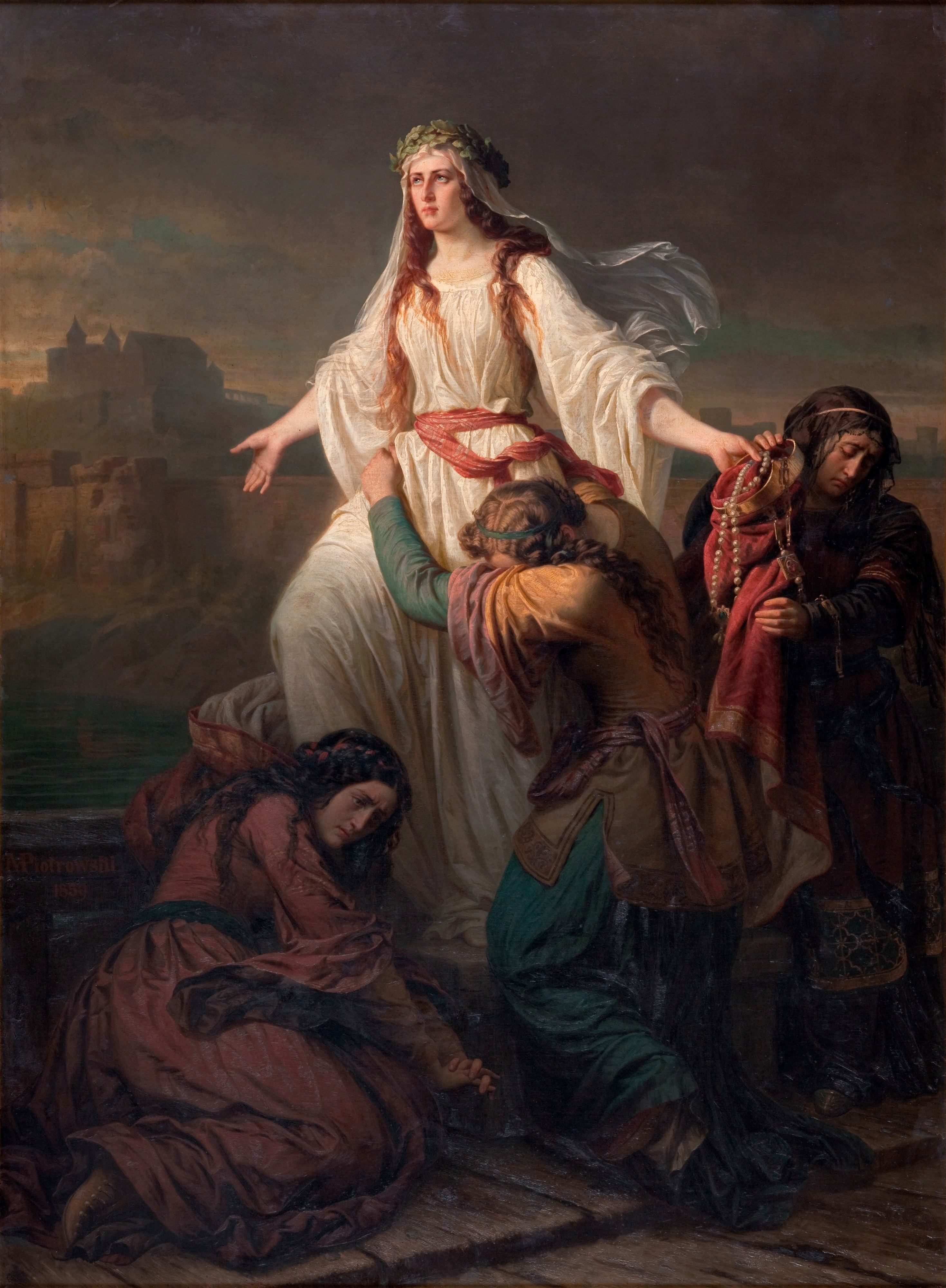
اثری معروف به مرگ شاهدخت واندا

## افسانه‌ها
در بعضی روایت‌ها آمده است که شاهدخت واندا به همراه سپاهیانش به نبرد آلامان‌ها رفت اما سپاهیان دشمن با دیدن زیبایی ملکه لهستانی‌ها از جنگیدن اجتناب کردند و فرمانده آن‌ها خودکشی کرد. پس از آن رودی که این اتفاق در کنار آن روی داد به Vandalus معروف شد و اقوام ساکن آن نواحی خود را وندال‌ها نامیدند. در این افسانه‌ها پس از این اتفاق ملکه واندا به حکمرانی خود ادامه می‌دهد و هیچگاه ازدواج نمی‌کند.
نسخه‌های متاخر تر اما روایت دیگه‌ای را بیان می‌کنند. بر طبق این افسانه‌ها پس از آنکه ملکه واندا از ازدواج با فرمانده آلمانی‌ها اجتناب کرد آن‌ها به سوی لهستان حمله‌ور شدند. در نبردی که میان دو سپاه شکل گرفت فرمانده آلمانی کشته شد و ملکه واندا به شکرانه این پیروزی خود را برای خدایگان قربانی کرد. نسخه‌هایی دیگر هم از این افسانه وجود دارند که می‌گویند ملکه واندا پس از پیروزی بر آلمانی‌ها متوجه شد که تن ندادن او برای ازدواج با مدعیان بعدی می‌تواند موجب تهاجم‌های بیشتری به سرزمینش شود، از این رو خود را در رود ویستولا غرق کرد.

## فرهنگ و هنر
در ادبیات و هنر لهستان افسانه شاهدخت واندا به عنوان نمادی از استقلال طلبی لهستان و پیروزی در برابر آلمانی‌ها شناخته می‌شود و آثار بسیاری پیرامون این حماسه به وجود آمده‌اند.